# Montsapey
Montsapey é uma comuna francesa na região administrativa de Auvérnia-Ródano-Alpes, no departamento de Saboia. Estende-se por uma área de 26,36 km². Em 2010 a comuna tinha 68 habitantes (densidade: 2,6 hab./km²).